# Tricyphona (Tricyphona) magra
Tricyphona (Tricyphona) magra is een tweevleugelige uit de familie Pediciidae. De soort komt voor in het Oriëntaals gebied.